# Evelia Sandoval Urbán
Evelia Sandoval Urbán (Santiago Jamiltepec, Oaxaca, 20 de noviembre de 1964) es una política mexicana, ha sido miembro del Partido Revolucionario Institucional (PRI) y del Partido Nueva Alianza (PANAL), y actualmente del Movimiento Regeneración Nacional (Morena). Ha sido diputada federal y senadora.

## Biografía
Es profesora de Educación Primaria egresada de la Benemérita y Centenaria Escuela Normal de Jalisco, cuenta con diplomados en Docencia en la Prevención de Conductas Antisociales y en Necesidades Educativas Especiales en la Escuela Regular, ambos en el Sindicato Nacional de Trabajadores de la Educación (SNTE), del que es integrante.
Fue funcionaria de la secretaría de Educación de Jalisco, y ocupó los cargos de secretaria general delegacional del SNTE, secretaria de organización en la Asociación Ciudadana del Magisterio, consejera política estatal y municipal del PRI en Jalisco.
Consejera política municipal del PRI en Guadalajara, Jalisco, representante ante el comité estatal del PRI en el SNTE, y suplente de la secretaria de Trabajo y Conflictos de Secundarias Técnicas de la sección 47 del SNTE en Jalisco. Miembro de la sección 47 del SNTE en Jalisco, fue secretaria de Finanzas y secretaria general de la misma, además de Coordinadora del Colegiado Nacional de Administración y Finanzas del SNTE, organismo encargado de la administración financiera del sindicato.
En 2003 fue postulada por el PRI y elegida diputada federal por el Distrito 13 de Jalisco a la LIX Legislatura que concluyó en 2006. En ella fue integrante de las comisiones de Equidad y Género; Especial de la Niñez, Adolescencia y Familias; y, de Cultura. Al terminar su cargo, en 2006, dejó su militancia en el PRI y se unió al PANAL, partido en el que fue nombrada coordinadora de la Red de Mujeres y secretaria general del comité nacional
En 2018 fue postulada candidata a senadora suplente por el estado de Zacatecas en fórmula con la priísta Claudia Anaya Mota postuladas por la coalición Va por México. No lograron el triunfo pero fueron elegidas por el principio de primera minoría. El 4 de marzo de 2021 Claudia Anaya recibió licencia para ser candidata de su partido a gobernadora de Zacatecas y el mismo día Evelia Sandoval protestó como senadora en su sustitición. Integró las comisiones de Ciencia y Tecnología; de Derechos Humanos; de Educación; y, de Seguridad Social. Habiendo sido elegida por el PRI, el 10 de marzo de 2021 anunció su integración en el grupo parlamentario de Morena. Cesó en el cargo el 8 de junio del mismo año al reintegrarse Claudia Anaya al cargo.